# كازوكو فوجيتا
كازوكو فوجيتا (باليابانية: 藤田和子؛ بالكانا: ふじた かずこ) هي مانغاكا يابانية، ولدت في 18 مارس 1957 في نيغاتا في اليابان.

## روابط خارجية
- كازوكو فوجيتا على موقع ANN person (الإنجليزية)